# Guzmania lindenii
Guzmania lindenii är en gräsväxtart som först beskrevs av Éduard-François André, och fick sitt nu gällande namn av Carl Christian Mez. Guzmania lindenii ingår i släktet Guzmania och familjen Bromeliaceae.

## Underarter
Arten delas in i följande underarter:
- G. l. concolor
- G. l. lindenii